# Earl of Harrington

Wappen der Earls of Harrington

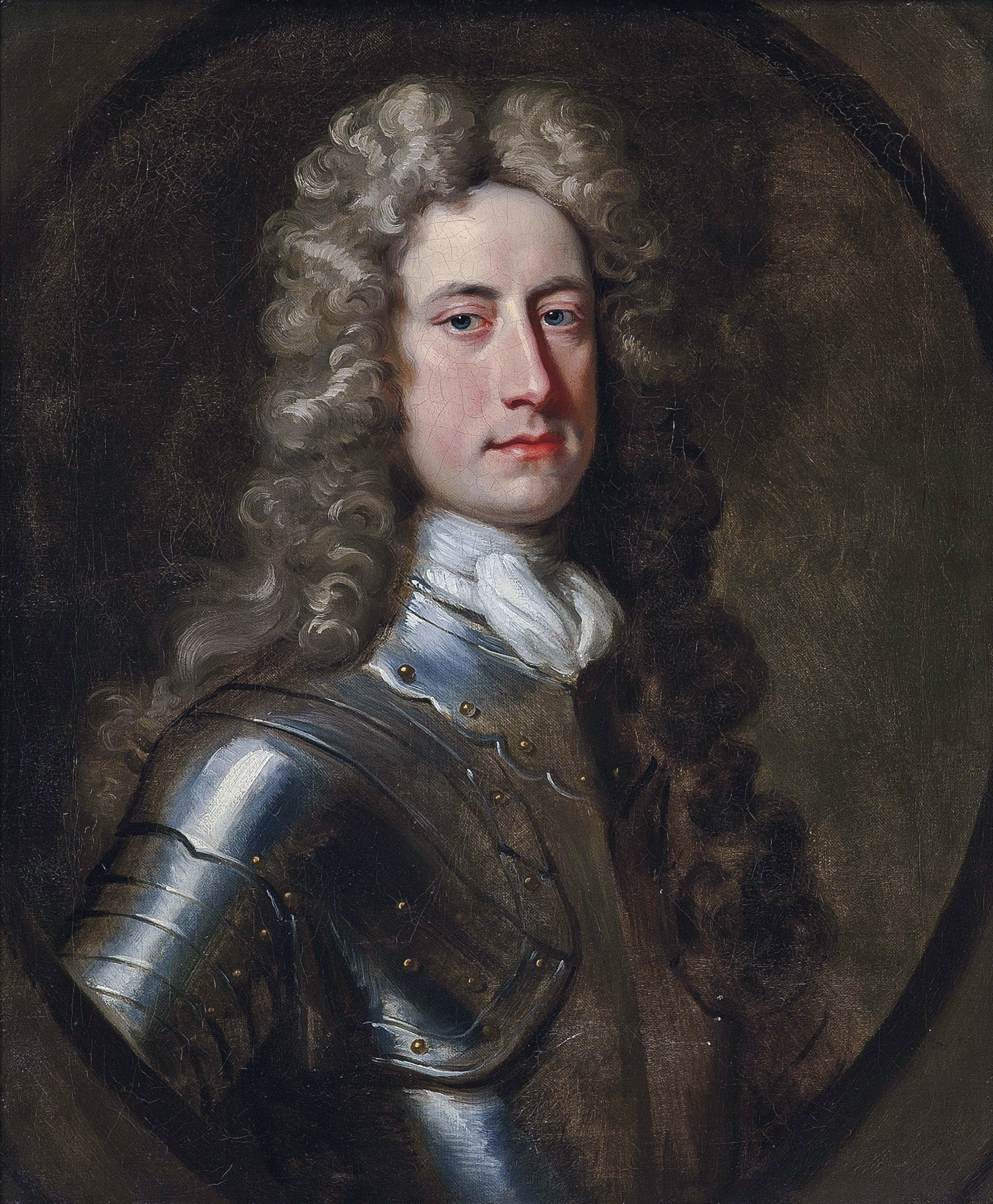
William Stanhope, 1. Earl of Harrington

Earl of Harrington, in the County of Northampton, ist ein erblicher britischer Adelstitel in der Peerage of Great Britain.

## Verleihung und nachgeordnete Titel
Der Titel wurde am 9. Februar 1742 für den damaligen Secretary of State William Stanhope, 1. Baron Harrington geschaffen, anlässlich seiner Versetzung ins Amt des Lord President of the Council. Zusammen mit der Earlswürde wurde ihm der nachgeordnete Titel Viscount Petersham, of Petersham in the County of Surrey verliehen. Bereits am 6. Januar 1730 war er zum Baron Harrington, of Harrington in the County of Northampton, erhoben worden.
1967 erbte der 11. Earl von seinem entfernten Verwandten James Stanhope, 7. Earl Stanhope, 13. Earl of Chesterfield, dessen Titel 8. Viscount Stanhope, of Mahón in the Island of Minorca, und 8. Baron Stanhope, of Elvaston in the County of Derby. Die beiden Titel gehören ebenfalls zur Peerage of Great Britain waren mit einer besonderen Erbregelung zugunsten seiner Familienlinie verliehen worden, so dass sie nicht, wie die Earlswürden Stanhope und Chesterfield erloschen. Die beiden Titel sind seither nachgeordnete Titel des Earls of Harrington.
Heutiger Titelinhaber ist Charles Stanhope als 12. Earl.

## Liste der Earls of Harrington (1742)
- William Stanhope, 1. Earl of Harrington (1683–1756)
- William Stanhope, 2. Earl of Harrington (1719–1779)
- Charles Stanhope, 3. Earl of Harrington (1753–1829)
- Charles Stanhope, 4. Earl of Harrington (1780–1851)
- Leicester Stanhope, 5. Earl of Harrington (1784–1862)
- Sydney Stanhope, 6. Earl of Harrington (1845–1866)
- Charles Stanhope, 7. Earl of Harrington (1809–1881)
- Charles Stanhope, 8. Earl of Harrington (1844–1917)
- Dudley Stanhope, 9. Earl of Harrington (1859–1928)
- Charles Stanhope, 10. Earl of Harrington (1887–1929)
- William Stanhope, 11. Earl of Harrington (1922–2009)
- Charles Stanhope, 12. Earl of Harrington (* 1945)

Titelerbe (Heir apparent) ist der Sohn des aktuellen Titelinhabers, William Stanhope, Viscount Petersham (* 1967).